# Gustaf Cavallin
Sven Gustaf Algot Cavallin, född den 17 mars 1862 i Kristianstad, död den 15 juni 1940 i Lund, var en svensk bankman. Han var son till Samuel Gustaf Cavallin och far till Erik Gustaf Cavallin.
Cavallin blev underlöjtnant i Södra skånska infanteriregementet 1883, löjtnant där 1884, kapten där 1902 och major 1912, i reserven samma år. Han var verkställande direktör för Torna, Bara och Harjagers härads sparbank 1913–1935. Cavallin var stadsfullmäktig 1914–1919. Han blev riddare av Vasaorden 1911. Cavallin är begravd på Norra kyrkogården i Lund.